# Peter Athans
Peter „Pete“ Athans (* 1. März 1957) ist ein amerikanischer Bergsteiger.

## Leben
Athans gilt als einer der bekanntesten Höhenbergsteiger der Welt. Er stand als einziger Nicht-Sherpa siebenmal auf dem Gipfel des Mount Everest. Seitdem trägt er  den inoffiziellen Ehrentitel „Mr. Everest“ und den Spitznamen „Seven“, nach der Zahl seiner Gipfelbesteigungen. Mittlerweile haben andere Nicht-Sherpas ihn bei der Anzahl der Gipfelanstiege übertroffen. Den Rekord der meisten Besteigungen des Mount Everest hält der Sherpa Kami Rita mit 28 Aufstiegen (Stand Mai 2023).
Bei seinem ersten Versuch 1985 versuchte Pete Athans, den Everest über den Westgrat zu erklettern. Er scheiterte, und auch weitere Versuche 1986, 1987 und 1989 waren Fehlschläge. 1990, bei einer Expedition mit Scott Fischer und Wally Berg, war er erstmals erfolgreich. 
Pete Athans nahm in 18 Jahren an 16 Expeditionen zum Mt. Everest teil. Er ist einer der vielen Himalaya-Bergführer, die Nepal als ihre zweite Heimat annahmen und die Sherpa und ihre Kultur zu schätzen lernten.

## Rettungseinsätze und Preise
1996 war er einer der Schlüsselteilnehmer in der Rettungsaktion für etliche Bergsteiger bei dem Unglück am Mount Everest im Mai 1996, das in dem Buch von Jon Krakauer „In eisige Höhen“ beschrieben ist. Zwei kommerzielle und zwei weitere Expeditionen gerieten spät am Nachmittag des 10. Mai 1996 in einen Schneesturm hoch oben in Gipfelnähe, eine Situation, die auf Achttausendern nicht ungewöhnlich ist, die aber durch Fehleinschätzungen, eine Verkettung von Unachtsamkeiten und Pech, durch verfehlten Ehrgeiz und Konkurrenzsituationen den Tod von letztlich 12 Bergsteigern verursachte.
Athans ist zudem Preisträger des „David A. Sowles Memorial Award“, verliehen durch den American Alpine Club. Dieser Preis wird an Bergsteiger verliehen, die sich durch die Bereitschaft zu persönlichem Risiko auszeichnen, anderen Bergsteigern in lebensbedrohlichen Situationen zu helfen: 1996 zeigte Athans große Anteilnahme und Einsatz, als er sich an der Rettung des Amerikaners Beck Weathers und des Taiwaners Gau Ming Ho („Makalu“ Gau) während einer der tödlichsten Mount Everest-Klettersaisons beteiligte.
Im nächsten Jahr barg Athans die Leiche von Bruce Herrod, eines britischen Bergsteigers, der gestorben war, weil er sich, vollkommen erschöpft und Stunden nach einer normalen Umkehrzeit, beim langsamen Abstieg hoffnungslos in Festseilen am Hillary Step verheddert hatte. Athans brachte dessen Kamera herunter und nahm die Eisaxt mit, um sie seiner Witwe zu übergeben.
Athans erhielt den „Golden Baton Award“ der Columbia University-DuPont für Journalismus: Das Produktionsteam des Films „Everest: Into the Death Zone“ wurde mit diesem wertvollen Preis im Frühjahr 1997 ausgezeichnet.
Er ist Preisträger des „Explorers Club“ und erhielt im Jahr 2005 den „Tenzing Norgay-Preis“.

## Berufstätigkeit
Pete Athans arbeitet seit Jahren als Expeditionsleiter für kommerzielle Besteigungs-Unternehmen, vorzugsweise am Mount Everest. Nach seiner siebten Besteigung des Everest verzichtete er auf weitere eigene Gipfelambitionen. Er managt das Team von den Basislagern aus.

## Mitwirkung in Filmen
- The Vision and the View (Light in the Himalayas), Himalayan Cataract Project / The North Face / Rush
- Überleben am Everest: 50 Jahre der Erkundung, ein Spezialprogramm der National Geographic. Peter assistierte beim Skript, beim Filmen, bei der Videographie in Höhenlagen und beim Schnitt des Films.
- The High Route to Tibet: Ein Film der National Geographic, der 30 Jahre Abenteuer und Erkundungen dokumentiert, von Joseph Rock, dem für Tibet und Chinas kundigsten Reisenden. Peter Athans spielt in dem Film und arbeitete mit dem Produktionsteam.
- Erkunder im Eis: Ein National Geographic-Film, der die Ausgesetztheit und die Angst der Bergsteiger im Khumbu-Eisfall zeigt. Peter Athans assistierte dem Produktionsteam.
- Everest: Der Berg im Millennium, eine Produktion des NBC und American Adventure in Zusammenarbeit mit der Gruppe „The North Face“. Dieses Programm dokumentiert ein kleines Team von Wissenschaftlern und Bergsteigern, die die Höhe und Bewegung des Everest vermessen. Peter Athans leitete die Expedition, diente als Darsteller und assistierte dem Produktionsteam.
- Everest: In die Todeszone: Peter Athans nahm ein Video in großer Höhe für sein preisgekröntes Programm der Boston für Nova auf, das die Schwierigkeiten des Bergsteigens in extremen Höhen entlang einer zweimonatigen Expedition zum  Everest zeigt.
- Sieben Jahre in Tibet: eine Filmadaption der Mandalay Productions. Eine klassische Geschichte einer Erkundung und Selbst-Erkundung, geschrieben 1953 von Heinrich Harrer. Peter Athans arbeitete mit dem Reserve-Filmteam an Orten in Tibet.
- The Dark Side of Everest: Dieser Film der Great North Productions (für National Geographic in Großbritannien) untersucht die Ethik und das Zusammenwirken von Bergsteigern in der Todeszone am Everest.

| Personendaten    | Personendaten                 |
| ---------------- | ----------------------------- |
| NAME             | Athans, Peter                 |
| ALTERNATIVNAMEN  | Athans, Pete (Spitzname)      |
| KURZBESCHREIBUNG | US-amerikanischer Bergsteiger |
| GEBURTSDATUM     | 1. März 1957                  |